# Kwilu
Kwilu una de les províncies de la República Democràtica del Congo sorgida de la divisió administrativa de la República Democràtica del Congo de l'any 2005. Amb capital a Kikwit, és a l'oest del país i el seu territori fa part de l'actual província de Bandundu.